# 大卡拉斯山脈
27°11′S 18°44′E / 27.183°S 18.733°E

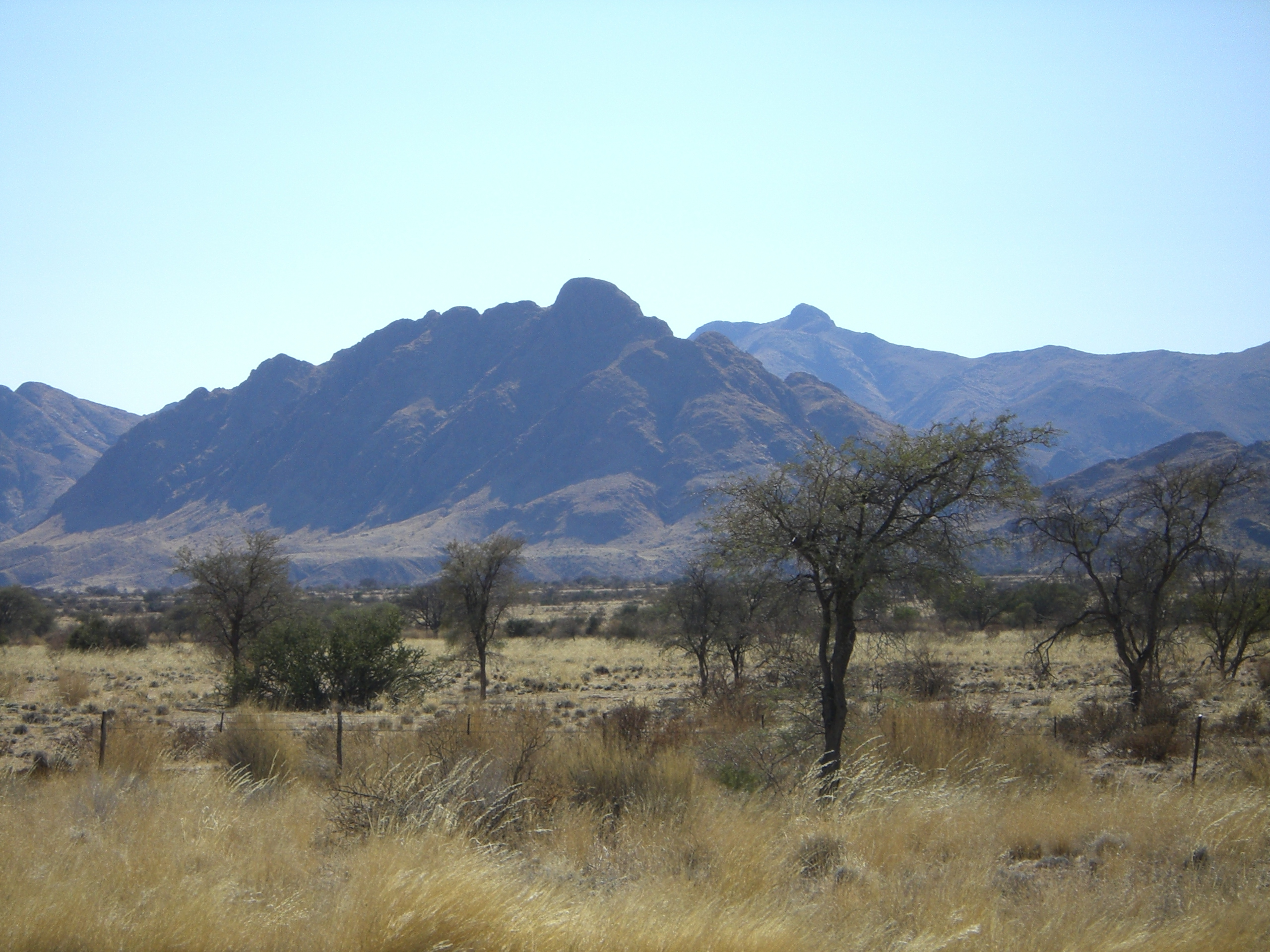

大卡拉斯山脈是納米比亞的山脈，位於該國南部卡拉斯區，山體在中元古代時期形成，以花崗岩和沉積岩為主，最高點海拔高度2,206米。